# Walnut (Missisipi)
Walnut – miasto w Stanach Zjednoczonych, w stanie Missisipi, w hrabstwie Tippah.